# 孟明視
孟明視（？—？），百里氏，名视，字孟明，春秋虞（今山西运城平陸县）人。秦國名相百里奚之子。秦穆公的主要將領。
秦穆公三十二年（前628年）冬天，與西乞術、白乙丙奉命率師襲鄭國，途中遇到了要前往洛邑的鄭國商人弦高，弦高假託君命以牛犒師，孟明視等人以為鄭國已有防備，於是順道滅了滑国（今河南偃師西南），但途中遭遇晉國攻擊，三人在殽之戰中伏，被晉兵所擒，但在晉太后文嬴（秦穆公之女、晉文公之正妻）的干預之下，晉襄公將百里孟明、西乞術、白乙丙等三位將領釋放。先軫因之大怒，「不顧而唾」，襄公以袖掩面稱謝，未治其罪。後先軫在與狄人作戰時孤身「免胄」直入狄人陣中，戰死謝罪。
三人被釋归秦後，秦穆公向他们道歉，说是自己的过失。兩年後（前625年），孟明視要求秦穆公發兵去報崤山之仇。秦穆公答應了，派孟明視、西乞術、白乙丙三位大將軍率領四百輛兵車去攻打晉國。晉襄公派中軍帥先且居（先軫之子）前往抵禦。由於晉國做了充分準備，兩國軍隊在彭衙地方一交鋒，秦軍又打了敗仗，是為彭衙之戰。同年冬天，為進一步遏制秦國勢力東進，以鞏固晉國霸主地位，晉襄公命先且居率軍聯合宋、陳、鄭聯軍再度攻打秦國，相繼攻克秦邑汪及彭衙後撤兵，是為晉聯合諸侯攻秦之戰。
前624年夏天，孟明視請秦穆公親征晉國。秦軍浩浩蕩盪，東渡黃河。孟明視在渡過黃河後把船燒掉，以表其決心，不勝則不班師回秦國。不久，秦軍擊敗了晉軍的地方部隊，奪得王官（今山西聞喜西）和郊，是為王官之戰。秦軍示威一番後，就回到昔日殽山戰場，埋葬並祭祀在殽之戰戰死的將士的屍骨，隨即班師回秦國。
其後秦國轉而向西方發展，秦國「兼國十二，開地千里」（《韓非子·十過篇》），在函谷關以西一帶稱霸，史稱「稱霸西戎」。周襄王派大臣召公賞給秦穆公十二隻銅鼓，承認他為西方的霸主。